# Nicoleta-Ancuța Bodnar
Nicoleta-Ancuța Bodnar, född 25 september 1998, är en rumänsk roddare.

## Karriär
Bodnar tog guld tillsammans med Simona Radiș i dubbelsculler vid olympiska sommarspelen 2020 i Tokyo.
I augusti 2022 vid EM i München tog Bodnar och Simona Radiș guld tillsammans i dubbelsculler. Följande månad vid VM i Račice tog de även VM-guld tillsammans i samma gren.
I maj 2023 vid EM i Bled tog Bodnar och Simona Radiș sitt fjärde raka EM-guld tillsammans i dubbelsculler. I september 2023 vid VM i Belgrad tog de sitt andra raka VM-guld i dubbelsculler. I april 2024 vid EM i Szeged tog de brons i dubbelsculler. Vid olympiska sommarspelen 2024 i Paris tog hon silver i dubbelsculler tillsammans med Simona Radiș samt var en del av Rumäniens lag som tog guld i åtta med styrman.
Vid EM 2025 i Plovdiv tog Bodnar silver i fyra utan styrman tillsammans med Maria Lehaci, Adriana Adam och Amalia Bereș.